# Дъг Бургум
Дъглас Джеймс Бургум (на английски: Douglas James Burgum) е бизнесмен, филантроп и политик от САЩ. През 2016 г. става 33-тият губернатор на Северна Дакота. Членува в Републиканската партия. Бил е управител на Great Plains Software. Участник в първичните избори на Републиканската партия за президентските избори през 2024 г.

## Биография
Дъг Бургум е роден в 1 август 1956 г. в град Артур, щата Северна Дакота.